# Ronnie Spector

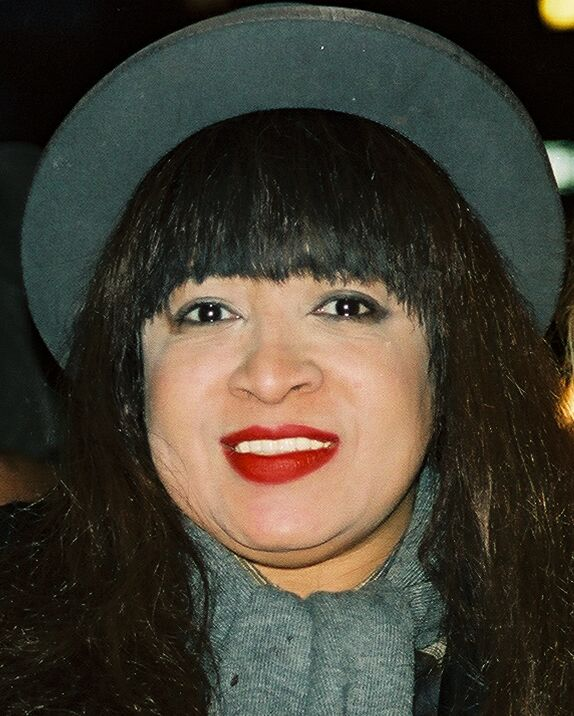
Ronnie Spector (2000)

Ronnie Spector (* 10. August 1943 als Veronica Yvette Bennett in New York City; † 12. Januar 2022 in Danbury, Connecticut) war eine US-amerikanische Sängerin. Sie wurde als Leadsängerin der Girlgroup The Ronettes bekannt und war auch als Solosängerin sowie in Zusammenarbeit mit anderen Musikern erfolgreich.

## Leben
Veronica „Ronnie“ Bennett wurde 1943 im New Yorker Stadtteil East Harlem in Manhattan geboren. Gemeinsam mit ihrer älteren Schwester Estelle (1941–2009) trat sie bereits früh als Sängerin auf. 1957 gründeten sie gemeinsam mit ihrer Cousine Nedra Talley die Girlgroup Darling Sisters, die später in The Ronettes umbenannt wurde. Mit der Gruppe feierte Bennett als Leadsängerin ihre größten Erfolge. Von der Presse und Kritikern erhielt sie den Spitznamen Bad Girl of Rock ’n’ Roll.
Im Jahr 1964 war sie Gastgeberin der britischen Band The Rolling Stones und heimlich liiert mit Keith Richards, während ihre Schwester Estelle Mick Jagger näher kennenlernte. Ronnie und ihr Manager Phil Spector (1939–2021) begannen 1963 eine Affäre, kurz nachdem sie bei seinem Label unter Vertrag genommen worden war. Nachdem sich die Gruppe 1966 aufgelöst hatte, heiratete das Paar 1968 und sie versuchte sich als Solosängerin. 1971 veröffentlichte Ronnie Spector ihren ersten Song Try Some, Buy Some, der von George Harrison geschrieben worden war. In ihren 1990 erschienenen Memoiren Be My Baby enthüllte sie, dass Spector sie nach ihrer Heirat jahrelang psychisch gequält und ihre Karriere sabotiert hatte, indem er ihr Auftritte verbot. Laut eigener Aussage war sie zeitweise in der gemeinsamen Villa eingesperrt gewesen, und er soll ihr bei einem Fluchtversuch mit dem Tod gedroht haben.
Sie begann zu trinken und an Treffen der Anonymen Alkoholiker teilzunehmen, um dem Haus zu entkommen. 1972 floh sie mit Hilfe ihrer Mutter barfuß und ohne Hab und Gut aus dem Haus. 1974 ließ sie sich von ihrem gewalttätigen Ehemann scheiden. Das Paar hatte bereits seit 1972 getrennt gelebt.
In der Scheidungsvereinbarung von 1974 verzichtete sie auf alle zukünftigen Platteneinnahmen. Sie erhielt 25.000 Dollar, einen Gebrauchtwagen und eine monatliche Rente. Sie verklagte Phil Spector später wegen unbezahlter Lizenzgebühren ihrer Aufnahmen; nach 15 Jahren Gerichtsverfahren wurden ihr zwei Millionen US-Dollar zugesprochen.
In den 1970er Jahren trat sie unter einer neuen Besetzung wieder mit den Ronettes für ein Revival auf. 1976 veröffentlichte sie das Duett You Mean So Much To Me mit Southside Johnny & the Asbury Jukes, das auf deren Debütalbum I Don't Want to Go Home erschien. 1980 erschien ihr erstes Soloalbum Siren.
1986 veröffentlichte sie mit Eddie Money den Song Take Me Home Tonight, bei dem sie im Refrain die Textpassage Be My Little Baby (eine Anspielung an Be My Baby von den Ronettes) sang. Sie wird zudem namentlich im Text des Liedes erwähnt. Der Song erreichte Platz vier der US-Charts und verhalf ihr zu neuer Popularität. Ein Jahr später veröffentlichte sie ihr zweites Solo-Album Unfinished Business. Beim ersten Song Who Can Sleep ist Eddie Money als Gastsänger zu hören.
Im September 1990 veröffentlichte sie unter dem Titel Be My Baby: How I Survived Mascara, Miniskirts, and Madness, or My Life as a Fabulous Ronette eine 318 Seiten umfassende Autobiografie. 2012 belegte das Buch Platz 15 in der Liste der 25 Greatest Rock Memoirs of All Time der Musikzeitschrift Rolling Stone.
1999 erschien ein weiteres Soloalbum mit dem Titel She Talks to Rainbows. 2003 wirkte sie als Backgroundsängerin am Album Project 1950 der Band Misfits mit. In den folgenden Jahren veröffentlichte sie weitere Soloalben und Extended Plays. Im August 2017 erschien unter dem Namen Ronnie Spector and The Ronettes die Single Love Power.
Mit Phil Spector hatte sie 1969 einen Jungen und 1971 Zwillingsbrüder adoptiert. 1982 heiratete sie ihren Manager Jonathan Greenfield, mit dem sie zwei Söhne bekam. Sie lebte zuletzt in Danbury in Connecticut und starb dort im Januar 2022 im Alter von 78 Jahren an Krebs.

## Galerie

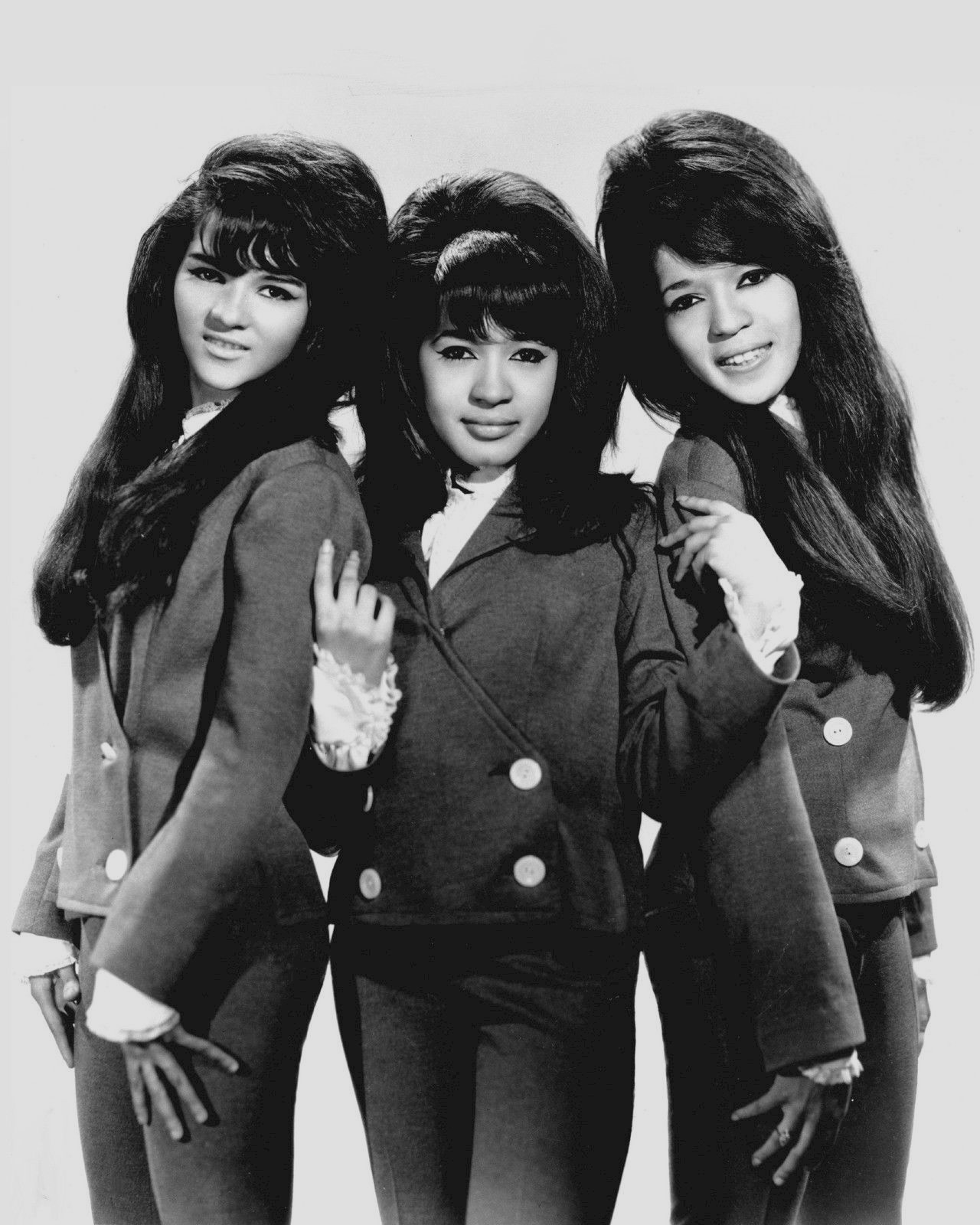
Ronnie Spector 1966 (Mitte, als Sängerin von The Ronettes)
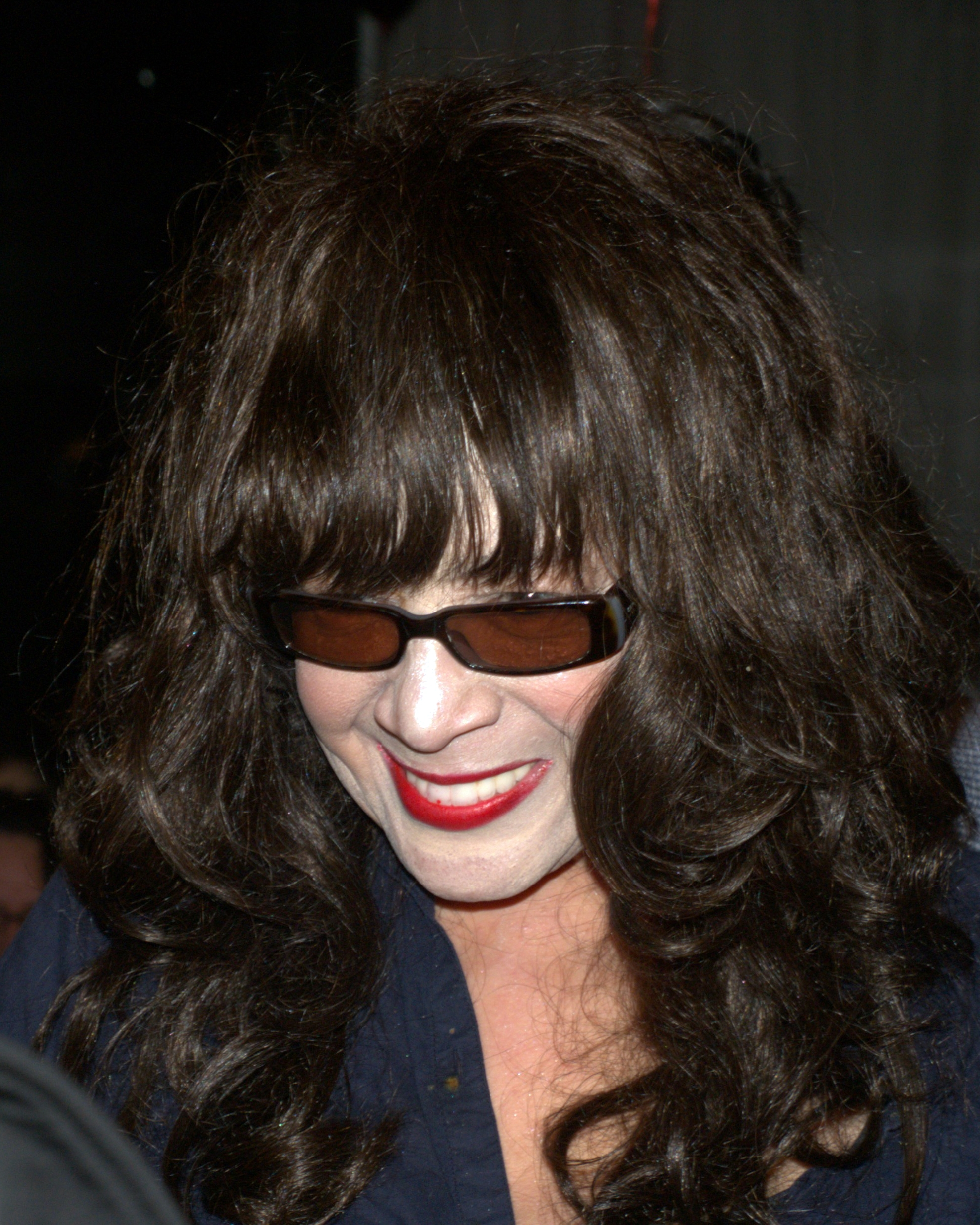
Ronnie Spector 2010
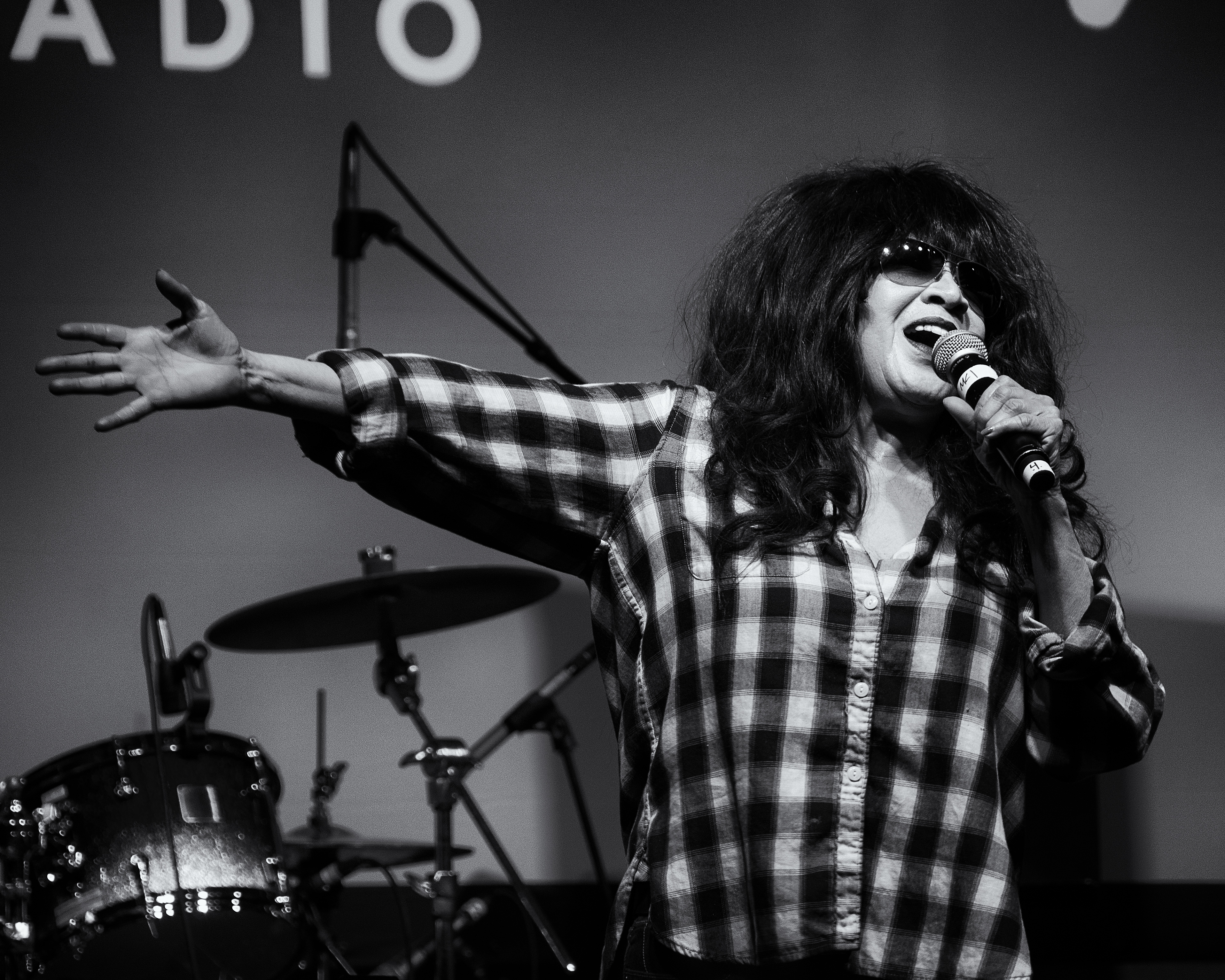
Ronnie Spector 2014
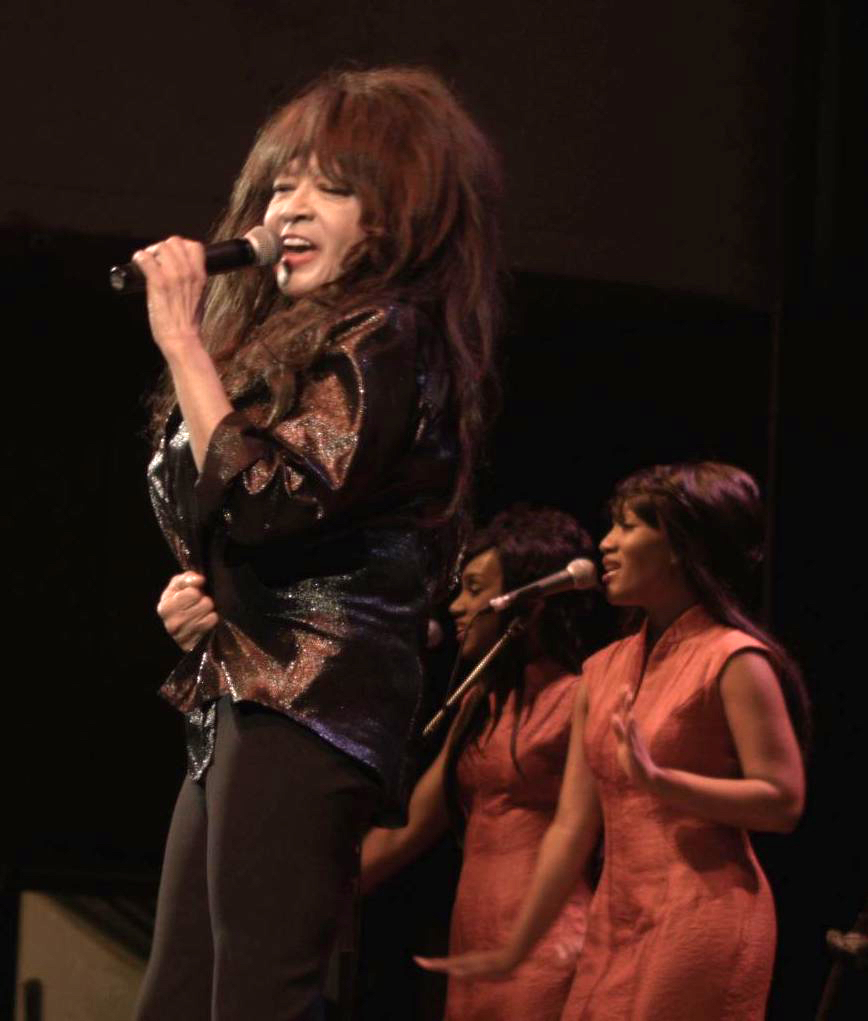
Ronnie Spector 2015

## Diskografie

### Soloalben
- 1980: Siren
- 1987: Unfinished Business
- 2006: Last of the Rock Stars
- 2016: English Heart

### Extended Plays
- 1999: She Talks to Rainbows
- 2003: Something’s Gonna Happen
- 2010: Best Christmas Ever